# Sophronica rufohumeralis
Sophronica rufohumeralis är en skalbaggsart som beskrevs av Stefan von Breuning 1981. Sophronica rufohumeralis ingår i släktet Sophronica och familjen långhorningar. Inga underarter finns listade i Catalogue of Life.